# عبد الرحمن بن صالح البنيان
الفريق أول ركن / عبد الرحمن بن صالح البنيان جنرال سعودي وقيادي كبير بوزارة الدفاع السعودية يحمل رتبة الفريق أول ركن وهي أعلى رتبة عسكرية في المملكة العربية السعودية وتعادل مرتبة وزير وكان يشغل منصب رئيس الأركان العامة للقوات المسلحة السعودية و القائد العام القوات المسلحة السعودية سابقاً كما أنه كان قائد عملية عاصفة الحزم ضد قوات الحرس الجمهوري اليمني التابع للرئيس اليمني المخلوع علي عبدالله صالح ومليشيات الحوثيين المدعومة إيرانيا.